# Tournefortia asperrima
Tournefortia asperrima är en strävbladig växtart som beskrevs av Carl Friedrich Philipp von Martius och Gal. Tournefortia asperrima ingår i släktet Tournefortia och familjen strävbladiga växter. Inga underarter finns listade i Catalogue of Life.